# Муральт, Иоганн фон (юрист)
Иоганн фон Муральт или Жан де Мюро (нем. Johannes von Muralt; 18 июля 1877, Цюрих— 10 ноября 1947, там же) — швейцарский юрист, военный деятель, председатель Международной лиги обществ Красного Креста и Красного Полумесяца (1944—1945) и Международного движения Красного Креста и Красного Полумесяца (1938—1946). Доктор наук. прокурор

## Биография
Изучал право в университетах Берлина, Мюнхена и Цюриха, в 1902 году защитил докторскую диссертацию на тему о депутатской неприкосновенности в Германии и Швейцарии . 
С 1903 по 1907 год работал окружным прокурором, с 1908 по 1932 год служил в швейцарской армии офицером-артиллеристом. В 1926 году — оберст, с 1932 по 1937 год — генерал, командир 6-й пехотной дивизии.
В 1938 году стал президентом Швейцарского Красного Креста и занимал этот пост до 1946 года. Во время Второй мировой войны, с 1940 по 1941 год, был швейцарским федеральным комиссаром по интернированию и госпитализации военнопленных. 
С 1944 по 1945 год руководил Лигой обществ Красного Креста , ныне Международной федерацией обществ Красного Креста и Красного Полумесяца.
Был первым неамериканским председателем организации с момента её основания в 1919 году. Его преемником стал Бэзил О'Коннор.